# PVS-RIPO
PVS-RIPO, auch PVSRIPO, ist ein genetisch verändertes Poliovirus, das als Wirkstoff gegen bestimmte Krebsarten untersucht wird. Es gehört zu den krebszellabtötenden (onkolytischen) Viren und wurde in Studien schon vereinzelt zur Behandlung eines bösartigen Hirntumors (Glioblastom) eingesetzt.

## Eigenschaften
PVS-RIPO ist ein attenuiertes und kaum pathogenes onkolytisches Virus. Es leitet sich vom oral wirksamen Polioimpfstoff (Serotyp 1 bzw. Sabin-Stamm des  Poliovirus) ab. Im Virusgenom wurde mittels rekombinanter DNA-Technologie die interne ribosomale Eintrittsstelle (IRES) durch eine aus menschlichem Rhinovirus Typ 2 (HRV-2) ersetzt, wodurch keine Replikation in Neuronen mehr vorkommt.
Das Acronym PVS-RIPO entstammt dem englischen Namen poliovirus  (Sabin)  rhinovirus  IRES poliovirus  open reading frame.

## Wirkmechanismus
PVS-RIPO repliziert selektiv in Tumorzellen, die das CD155 („Poliovirusrezeptor“) exprimieren. CD155 ist ein Transmembranprotein der Immunglobulin-Superfamilie und ein Tumorantigen. CD155 spielt eine Rolle bei Tumorzellmigration, Invasion und Metastasierung. Aufgrund der heterologen HRV2-IRES wird PVS-RIPO nur in anfälligen, nichtneuronalen Zellen repliziert. Normale Zellen werden dadurch im Gegensatz zur Chemotherapie kaum angegriffen. Man geht davon aus, dass eine Wirksamkeit weniger über die Zelllyse als vielmehr über die Auslösung einer antineoplastischen Immunantwort zustande kommt.

## Potentielle Anwendungsgebiete
Bei Versuchen mit Rhesusaffen, die mit verschiedenen Krebsarten infiziert worden waren, konnte das Virus den Krebs vernichten, wobei die Versuchstiere keine Folgeschäden davontrugen. PVS-RIPO wurde 2012 von der amerikanischen Gesundheitsbehörde FDA für Studien an Menschen zugelassen.
Mediale Aufmerksamkeit erlangte PVS-RIPO 2015 nach einer Reportage  im US-amerikanischen Nachrichtenmagazin 60 Minutes, in der über frühe Ergebnisse in der experimentellen Behandlung des Glioblastoms berichtet worden war. PVS-RIPO wurde dabei über einen Katheter durch die Schädeldecke des Patienten direkt in den Tumor verabreicht. Im Mai 2016 vermeldete die Duke University im US-Bundesstaat North Carolina, wo die Therapie entwickelt wird, die FDA habe dem Mittel den Status einer Breakthrough Therapy („bahnbrechende Therapie“) verliehen.
Da CD155 nicht nur in Hirntumorzellen verstärkt exprimiert wird, sondern auch in etlichen anderen Typen von Tumorzellen, zum Beispiel Brustkrebs, Lungenkrebs, kolorektalem Karzinom und Leberkrebs, können auch diese Zellen mit PVS-RIPO infiziert werden. Die Wirkung wird in Xenograft-Tiermodellen untersucht.